# Dalea rosarum
Dalea rosarum es una especie de planta perteneciente a la familia Fabaceae. El epíteto de la especie pretende en primera instancia destacar la creciente y substancial participación de las mujeres en las tareas botánicas en México, honrando a: Rosa María Murillo Martínez y Rosa Elena Murillo Guízar, dos pilares de la actividad del Centro Regional del Bajío del Instituto de Ecología, A.C.; así como a Rosaura Grether González y Ana Rosa López Ferrari, de la Universidad Autónoma Metropolitana; a Rosalinda Medina Lemos, Rosa Ma. Fonseca, María del Rosario García Peña y Rosario Redonda Martínez, de la Universidad Nacional Autónoma de México; a Rosario Medel, de la Universidad Veracruzana; a Agustina Rosa Andrés Hernández, de la Benemérita Universidad Autónoma de Puebla; a Rosa Maricel Portilla Alonso, de la Comisión Nacional para el Conocimiento y Uso de la Biodiversidad y a Rosario García Mateos, de la Universidad Autónoma Chapingo, destacadas botánicas de nuestro medio.

## Clasificación y descripción
Arbusto hasta de 1 m de alto; hojas de 2 a 5 cm de largo, peciolo hasta de 6 mm de largo, foliolos 21 a 35, de 2,5 a 6 mm de largo, de 0,8 a 2 mm de ancho; inflorescencias en forma de espigas terminales densas, de 1 a 5 cm de largo, de 14 a 16 mm de diámetro, sin tomar en cuenta los pétalos y los estambres, brácteas ovadas, de 4 a 5 mm de largo flores sésiles; cáliz campanulado, de 7 a 9 mm de largo; corola azul o morada; estambres 10, el más largo de 11 a 12 mm de longitud; fruto de 3 mm de largo; semilla subglobosa, algo comprimida, de 2 mm de largo, de color café claro, lustrosa.

## Distribución
Sierra Madre Oriental en el municipio de Landa. Todas las localidades conocidas se encuentran en la cercanía del límite con San Luis Potosí, se cree que en condiciones similares se podría encontrar en el municipio de Xilitla.

## Hábitat
Habita sobre laderas calizas con vegetación de bosques de Quercus, acompañados de Pinus y/o de Cupressus, en altitudes de 2100 a 2300 (2550) m s. n. m.

## Estado de conservación
La especie representa un estrecho endemismo de un corto sector de la Sierra Madre Oriental en el municipio de Landa.